# Chuyến bay 631 của Korean Air
Chuyến bay 631 của Korean Air (KE631/KAL631) là một chuyến bay thường lệ chở khách từ sân bay quốc tế Incheon ở quân Trung gần Seoul, Hàn Quốc đến sân bay quốc tế Mactan–Cebu ở Metro Cebu, Philippines. Vào ngày 23 tháng 10 năm 2022, chiếc Airbus A330-300 đang vận hành chuyến bay này đã gặp nạn trên đường băng và phóng qua đường băng khi hạ cánh ở Cebu. Bất chấp những gì các báo cáo mô tả là "tiếng gọi gần đáng sợ", tất cả hành khách và thành viên phi hành đoàn đều sống sót mà không bị thương. Tuy nhiên, máy bay đã bị hư hỏng không thể sửa chữa và bị loại bỏ hoàn toàn do vụ tai nạn này.

## Vụ tai nạn
Chuyến bay cất cánh từ Incheon lúc 19:20 giờ địa phương. Khi đến gần Cebu, chuyến bay gặp khó khăn khi hạ cánh do trời giông bão. Hai nỗ lực hạ cánh trước đó đã bị hủy bỏ và máy bay bị hư hại. Các hãng vận chuyển khác đang chuyển hướng các chuyến bay đến  Davao và  Manila do thời tiết khắc nghiệt vào thời điểm đó.
Trong lần cố gắng hạ cánh thứ ba, máy bay hạ cánh xuống đường băng và vượt qua phần cuối của đường băng, trước khi dừng lại gần thiết bị ILS ở cuối đường băng.